# 醉遊浮碧亭記
《醉遊浮碧亭記》（：／）是朝鮮王朝小說家金時習漢文傳奇小說集《金鰲新話》中的第三篇。小說講述松京富家子弟洪生在浮碧亭偶遇一仙女，自稱是箕氏之女，因衛滿竊位欲自盡，為東明神人所救，服仙藥而長生成仙，前來神遊故國。洪生在仙女消逝後思念成疾，玉皇得知，任為牵牛星從事。